# Isla del Carmen
Isla del Carmen ist eine mexikanische Insel (Nehrung) in der Laguna de Términos am Golf von Mexiko. Administrativ gehört sie zur Gemeinde (spanisch municipio) Municipio del Carmen des Bundesstaates Campeche. Deren Gemeindehauptort (cabecera municipal) Ciudad del Carmen ist auch der Hauptort der Insel.

## Geographie
Mit rund 220.000 Einwohnern ist Isla del Carmen die Insel mit der höchsten Bevölkerungszahl aller Inseln Mexikos, gefolgt von Cozumel. Im Hinblick auf die Bevölkerungsdichte wird sie nur von der Isla Mujeres übertroffen. Der Fläche nach ist sie die neuntgrößte Insel Mexikos.
Die Isla del Carmen ist eine flache Insel mit länglichem Grundriss. Sie schließt zusammen mit der Isla Aguada im Nordosten (dem westlichsten Ausläufer der Halbinsel Península El Palmar) die Laguna de Términos gegen den offenen Golf von Campeche, einem Teil des Golfs von Mexiko ab.
Die am südwestlichen Ende der Insel gelegene Stadt Ciudad del Carmen vereinigt fast die gesamte Inselbevölkerung auf sich (ca. 191.000 Einwohnern beim Zensus 2010). Der zweitgrößte Ort Las Brisas del Mar (18° 41′ N, 91° 44′ W) zählte 62 Einwohner, gefolgt von Punta del Este (18° 42′ N, 91° 41′ W) mit 17. Ansonsten gibt es noch 42 Weiler und Einzelsiedlungen mit Einwohnerzahlen zwischen 1 und 14.
Im Südwesten führt die Brücke Puente de Zacatal auf das Festland der Halbinsel Atasta. Im Nordosten führt die Brücke Puente de la Unidad in den Ort Isla Aguada. Über die genannten Brücken und der Länge nach durch die Insel verläuft die Bundesstraße Carretera Federal 180, die im Nordosten beim Ort Isla Aguada (aktuell keine Insel, früher Insel Isla Puerto Real) wieder auf das Festland führt. Die Puente de Zacatal wurde 1994 und die Puente de la Unidad 1982 fertiggestellt; letztere wurde – obwohl die alte Brücke noch steht – im Jahr 2019 durch einen parallel verlaufenden Neubau ersetzt.